# Surwakari-Nunatak
Der Surwakari-Nunatak (englisch; bulgarisch нунатак Сурвакари nunatak Surwakari) ist ein felsiger und 600 m hoher Nunatak im Süden der Trinity-Halbinsel des Grahamlands auf der Antarktischen Halbinsel. In den südöstlichen Ausläufern des Detroit-Plateaus ragt er 5,66 km südsüdöstlich des Seydol Crag, 4,09 km westsüdwestlich des Mureno Peak, 8,2 km nordwestlich des Vetrovala Peak und 6,29 km nordöstlich des Mount Hornsby im oberen Abschnitt des Sjögren-Gletschers auf.
Die bulgarische Kommission für Antarktische Geographische Namen benannte ihn 2010 nach dem bulgarischen Neujahrsbrauch Surwakari.